# Okręg Barcelonnette
Okręg Barcelonnette (fr. Arrondissement de Barcelonnette) – okręg w południowo-wschodniej Francji. Populacja wynosi 7569.

## Podział administracyjny
W skład okręgu wchodzą następujące kantony:
- Barcelonnette,
- Lauzet-Ubaye.